# Regula Grimlaici
A Regula Grimlaici vagy másképp Regula Solitariorum a legrégibb nyugati reclusus-regula, egy bizonyos Grimlaicus monachus által a 9. században tudatosan egybeszerkesztett szöveg.
A Regulában mintegy 250 bibliai részlet, valamint Nursiai Benedektől, Sevillai Izidortól, Baszileiosztól, Nagy Szt. Gergelytől, Julianus Pomeriustól, Jeromostól, Ágostontól vannak idézetek. 
Grimlaicus egyenlőségjelet tett a solitarius (egyedüllét) és a monachus közé. A remetéket be akarta építeni abba a nagy monasztikus családba, amelynek megújulásán a Karolingok fáradoztak. Hangsúlyozta, hogy a reclusoriumba belépőt alaposan meg kell vizsgálni az apátnak és a püspöknek. Csak az ő engedélyükkel lehet valaki reclusus. Az is kívánatos, hogy a solitarius előbb bizonyos időt a monasztikus közösség tagjaként éljen. Az imában foglalt napnak helye van a fizikai munkának.
A Regula Grimlaici keresi a cenobita és remete életmódnak azt a sajátos összhangját, amely majd a Karthauzi Szent Brúnó által létrehozott karthauzi rendben valósul meg.